# Tapolca
Het stadje Tapolca (Duits: Toppoltz) ligt in Hongarije, een 8 km het binnenland in van het Balatonmeer en 28 km ten noordoosten van Keszthely en 11 km ten noorden van Badacsony. Tapolca is bekend om zijn onderaardse grotten.
De belangrijkste grot is de in 1902 toevallig ontdekte, 340 meter lange Tavas-Barlang (Vijvergrot), met een ondergronds meer.
Het stadje Tapolca heeft een gotische kerk met barokelementen. In het centrum is de Malom-tó (Molenvijver) omgeven door oude huizen.
De vijver staat in verbinding met de grot. De in oude stijl gehandhaafde molen is nu een hotel, "Gabriëlla".
De naam komt van de Oostenrijkse dichteres Gabriëlla Baumberg, die getrouwd was met János Batsány (1763-1845), eveneens dichter en als revolutionair voorstander van de Franse Revolutie.
Later koos hij partij voor Napoleon. Tapolca is een belangrijk verkeersknooppunt te midden van de bergen. Het is een centrum van wijnhandel en bauxietwinning in het Bakonygebergte.
Tapolca is verder bekend om zijn wijn. Langs de weg is er een ouderwetse druivenpers te zien. Bekend is de "Helikon-Taverna". De kelderruimte met klimaatregeling is 400 m² groot. In de zomer zitten de gasten in een grote wijntuin.

## Geboren
- Gergő Kis (19 januari 1988), zwemmer

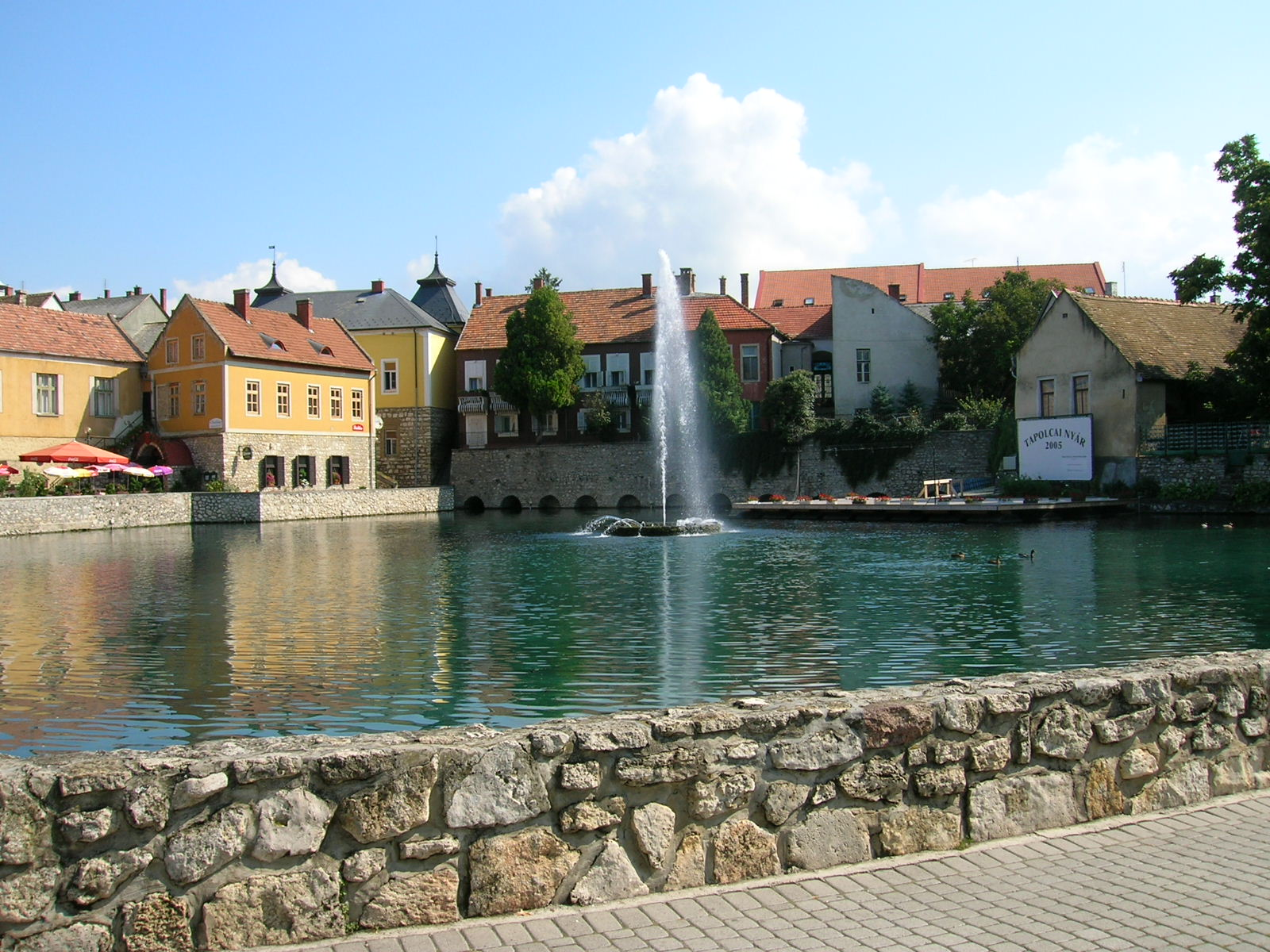
De molenvijver in Tapolca